# Треливан
Трелива́н (фр. Trélivan, брет. Trelivan) — коммуна во Франции, находится в регионе Бретань. Департамент — Кот-д’Армор. Входит в состав кантона Динан. Округ коммуны — Динан.
Код INSEE коммуны — 22364.

## География
Коммуна расположена приблизительно в 340 км к западу от Парижа, в 50 км северо-западнее Ренна, в 50 км к востоку от Сен-Бриё.

## Население
Население коммуны на 2016 год составляло 2 719 человек.
| 1962 | 1968 | 1975 | 1982 | 1990 | 1999 | 2008 | 2016 |
| ---- | ---- | ---- | ---- | ---- | ---- | ---- | ---- |
| 657  | 741  | 1538 | 2202 | 2289 | 2170 | 2386 | 2719 |

## Экономика
В 2007 году среди 1570 человек в трудоспособном возрасте (15—64 лет) 1132 были экономически активными, 438 — неактивными (показатель активности — 72,1 %, в 1999 году было 69,5 %). Из 1132 активных работали 1021 человек (551 мужчина и 470 женщин), безработных было 111 (39 мужчин и 72 женщины). Среди 438 неактивных 139 человек были учениками или студентами, 166 — пенсионерами, 133 были неактивными по другим причинам.

## Достопримечательности
- Церковь Сен-Маглуар
  - Статуя «Мадонна с младенцем» (XVIII век). Высота — 110 см. Исторический памятник с 1970 года[3]
- Замок Вокулёр. Исторический памятник с 1926 года[4]

## Фотогалерея

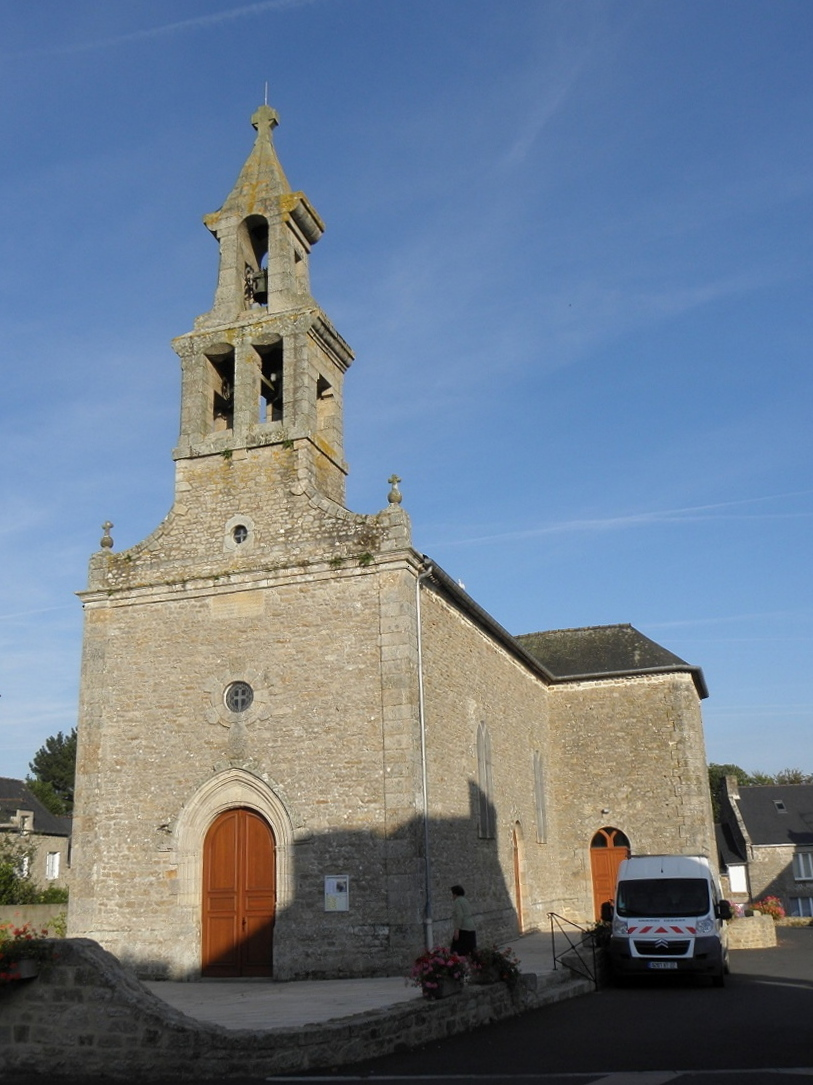
Церковь Сен-Маглуар
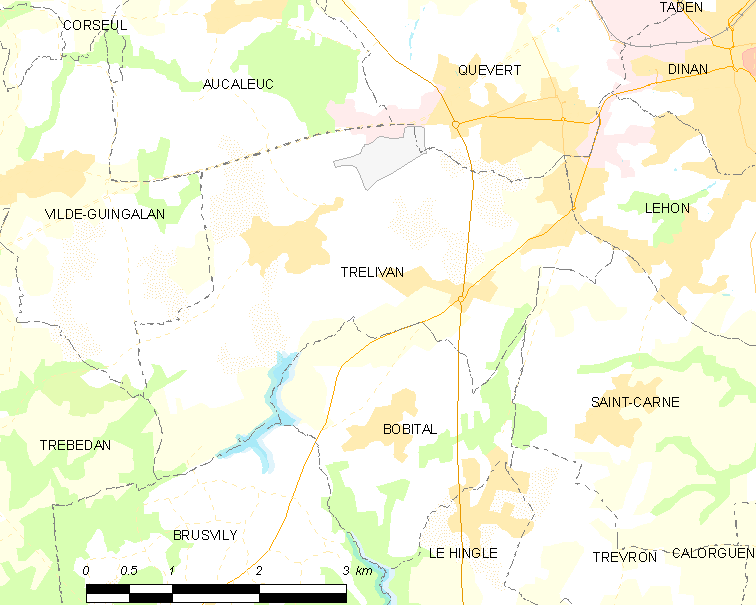
Карта коммуны